# شیلا وند
شیلا وند (به انگلیسی: Sheila Vand) بازیگر آمریکایی ایرانی‌تبار است. او بیشتر به خاطر ایفای نقش در فیلم سینمایی ارگو شناخته شده‌است. شیلا کار خود را از برادوی و با بازی در کنار رابین ویلیامز در تئاتر ببر بنگال در باغ وحش بغداد که نامزد جایزه پولیتزر نیز بود آغاز کرد. وند در پروژه‌های مختلفی از جمله پشمالو که نخستین بار در سال ۲۰۱۱ و در برلین به نمایش درآمد و همین‌طور در فیلم دختری در شب تنها به خانه می‌رود که اولین بار در سال ۲۰۱۴ و در جشنواره فیلم ساندنس به نمایش گذاشته شد با کارگردان و فیلم‌نامه‌نویس ایرانی آمریکایی آنا لیلی امیرپور همکاری داشته‌است. شیلا وند همکاری‌های مستمری را در سال ۲۰۱۳ با الکسا مید در کنفرانس تد انجام داد. سری عکسهای پروژهٔ شیر:چه چیزی از من می‌سازی؟ در نمایشگاه‌های عکس معاصر اینگو زویفرت مونیخ آلمان و همین‌طور در نمایشگاه گرند پلی در رخداد آرت پاریس آرت فیر به نمایش گذارده شد. او همچنین خالق اجرای نمایش تجربی اسنیکی نیچه (یا نیچه آب زیرکاه) است.

## اوایل زندگی
وند در حومه شهر لس‌آنجلس زاده شده اما در پالو آلتو، کالیفرنیا بزرگ شده‌است. او از نسل دوم ایرانیان آمریکا است. وی فارغ‌التحصیل مدرسه فیلم یوسی‌ال‌ای در زمینهٔ بازیگری و کارگردانی است.

## فیلمشناسی
سینما:

## تلویزیون
| عنوان فیلم                      | نقش        | سال تولید | ژانر | توضیحات              |
| ------------------------------- | ---------- | --------- | ---- | -------------------- |
| In the Dark                     | ناهید      | ۲۰۰۸      |      | فیلم کوتاه           |
| Peter and the Mischievous Hanky |            | ۲۰۰۹      |      |                      |
| Bold Native                     | سونجا      | ۲۰۱۰      |      |                      |
| Passing On                      | دیانا      | ۲۰۱۰      |      | فیلم کوتاه           |
| کتاب                            | خواهر سعید | ۲۰۱۰      |      | فیلم کوتاه           |
| دوست دختر                       | همسر کنی   | ۲۰۱۰      |      | صداپیشه              |
| پشمالو                          | فرح        | ۲۰۱۱      |      | فیلم کوتاه           |
| This is Caroline                |            | ۲۰۱۲      |      | فیلم کوتاه (صداپیشه) |
| آرگو                            | سحر        | ۲۰۱۲      |      |                      |
| دختری در شب تنها به خانه می‌رود  | دختر       | ۲۰۱۳      |      |                      |
| جیمی وست‌وود: قهرمان آمریکایی    | لیلا       | ۲۰۱۶      |      |                      |
| خانه اجاره ایی                  | مینا       | ۲۰۲۰      |      |                      |

| عنوان فیلم       | نقش          | سال تولید | ژانر | توضیحات             |                          |
| ---------------- | ------------ | --------- | ---- | ------------------- | ------------------------ |
| Life             | شهناز درویشی | ۲۰۰۷      |      | اپیزود: A Civil War |                          |
| Prom Queen       |              | ۲۰۰۷–۲۰۱۲ |      |                     |                          |
| NYC 22           | جاسمین       | ۲۰۱۲      |      | Episode: Ransom     |                          |
| Cult             |              | ۲۰۱۳      |      | Episode: 1987       | Episode: Flip the Script |
| پلیس بورلی هیلز  | لیلا         | ۲۰۱۳      |      |                     |                          |
| State of Affairs |              | ۲۰۱۴      |      | Episode: Ransom     |                          |